# 行徳寺
行徳寺（ぎょうとくじ）は、富山県南砺市（旧上平村）西赤尾地区にある真宗大谷派の寺院である。
江戸時代においては五箇山地域に2つしかない「寺身分」であり（内1つは坂上西勝寺）、赤尾谷地域一帯の中心的寺院と位置付けられていた。

## 歴史

### 赤尾道宗の活動
室町時代の後半、文明年間に本願寺8代蓮如が越前国吉崎御坊に滞在したことにより、北陸地方で真宗門徒が急増し、五ヶ山地方にも本格的に真宗が広まりつつあった。最初に五箇山地方に教線を伸ばしたのは越前国の和田本覚寺で、この本覚寺門徒で赤尾谷出身の浄徳という僧があった。この浄徳の甥が妙好人として名高い赤尾の道宗で、道宗こそが行徳寺の始祖と位置付けられる。
道宗の出自や来歴については後世の様々な伝承があるが、本願寺8代蓮如の著作でしばしば言及されることから、蓮如と同時代の人物であったことは疑いない 。道宗は熱心に蓮如の下に通い教えを受けたことで知られ、道宗が収集・書き写した蓮如御文が今も行徳寺に残されている。
行徳寺には本願寺8代蓮如筆の六字名号が5点残されており、これらの名号を備えることで赤尾の道場（＝行徳寺の前身）が形成されたようである。道宗が文亀元年（1501年）12月24日付で書き残した「心得二十一カ条覚書」には「御たうちやう（御道場）」について言及されており、少なくとも1501年以前には行徳寺の前身となる道場が成立していたことが分かる。
蓮如の没後も道宗と本願寺の密接な関係は続き、永正10年（1513年）11月27日には本願寺9代実如より阿弥陀如来絵像が下付されている。道宗の生年については諸説あるが、没年については蓮如第23子の実悟が残した『実悟記』により永正13年（1516年）に死去したことが明らかである。

### 越中一向一揆

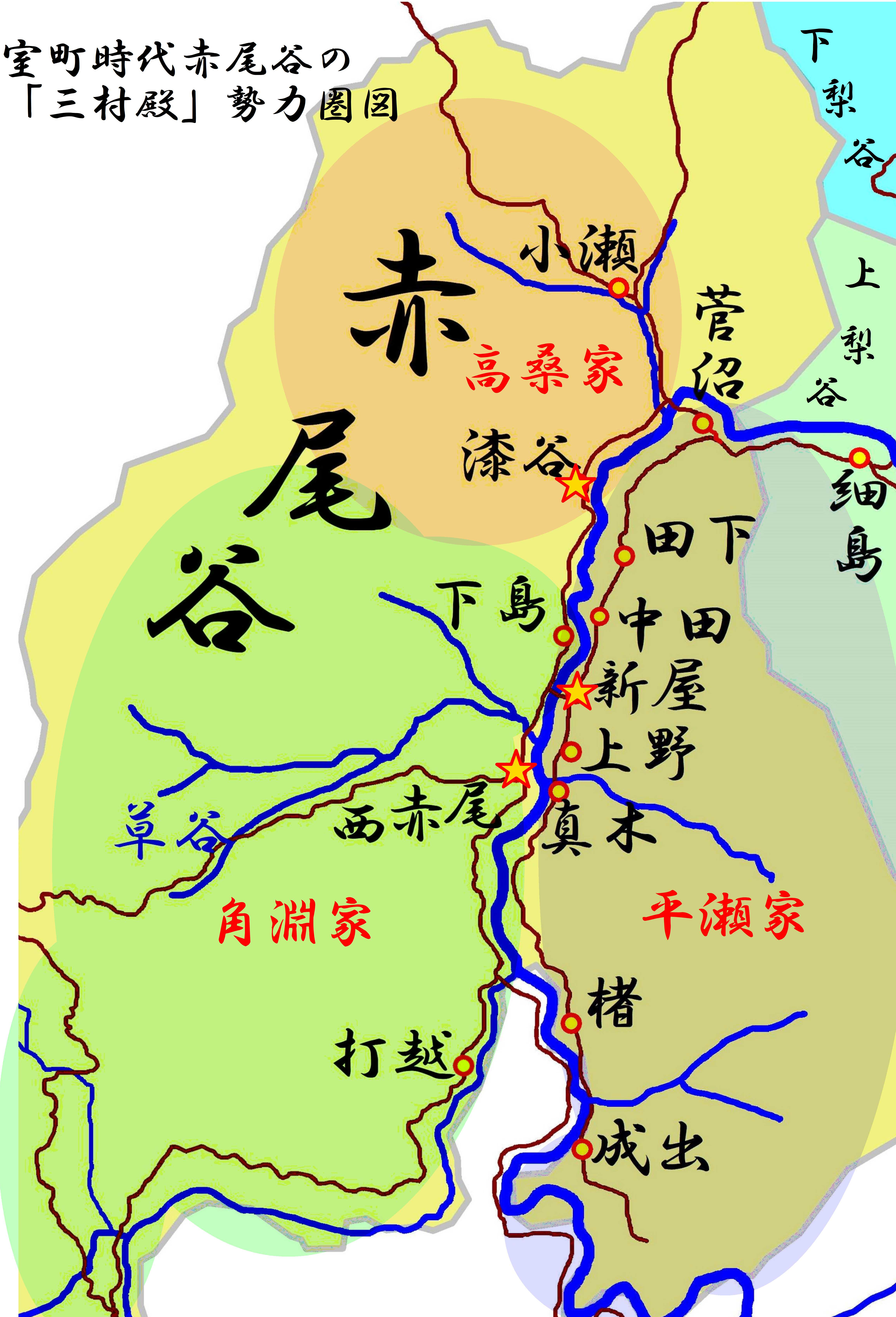
室町時代五箇山赤尾谷の「三村殿」勢力圏図。

「新屋道場由来記」によると、中世の赤尾谷地域は（1）平瀬氏の治める楮を中心とした庄川東岸南部一帯、（2）角淵氏の治める西赤尾を中心とした庄川西岸地区一帯、（3）高桑氏の治める新屋を中心とした庄川東岸北部一帯、の三地域に分かれていたという。後述の「大永五年赤尾三村掟」において「赤尾三村」と総称されるのも、この平瀬・角淵・高桑氏らがそれぞれ治める3地域を指すとみられる。
一方、蓮如の代に急速に門徒数を増やした浄土真宗はしばしば一向一揆を起こし、越中においても瑞泉寺・勝興寺が中心となって砺波郡を実効支配した。越中一向一揆内の行徳寺の立ち位置は明らかではないが、大永5年（1525年）に本願寺から下された「大永五年赤尾三村掟」と呼ばれる古文書が行徳寺に現存している。
これより先、北陸一帯で一向一揆の闘争が過熱していくことを憂えた本願寺9代実如が、永正15年（1518年）に三か条の掟（「攻戦防戦具足懸之事」「贔肩偏頗之事」「年貢所当無沙汰之事」）を下していた。そして大永5年（1525年）2月2日に実如が往生する間際、再び「（1）諸国の武士を敵にせらるる儀不可然」。「（2）所領方之儀可停止之由被仰定たる事」「（3）王法を守、仏法方如聖人御時と仰定たる事」の三か条を門徒に仰せおいたとされる。「大永五年赤尾三村掟」は大永5年3月5日付であるため、まさに実如が死去した直後に山科本願寺から五箇山赤尾谷に下された掟であると分かる。この「大永五年赤尾三村掟」は、実如と五箇山地域の密接な関係を象徴する古文書であると評されている。

### 寺基の確立
行徳寺の歴代住持については、細部の異なる3種類の系図が残っているが、いずれも3代西円の後から江戸時代中期までの名前が残っていない。江戸時代中期には玄入なる住持（6～9代？）が貞享元年（1684年）・元禄8年（1695年）・正徳3年（1713年）付けの署名を残しており、17世紀末から18世紀初頭まで住持を務めていたことが分かる。また、延享3年（1746年）には親鸞聖人御影が浄貞という住持に、宝暦6年（1756年）には蓮如上人真影/太子七高祖真影が浄入という住持に、それぞれ下付されたとの記録がある。
行徳寺の歴代住持表は、いずれも智浄（12～13代）の後に「現住」と注記されており、智浄の代に歴代住持表の作成が始まったようである。智浄は寛政6年（1794年）付けの署名が残っており、18世紀末から19世紀前半の人物であったようである。文政6年（1823年） 7月24付けで御絵像御免が智浄に下付されたとの記録があり、これによって行徳寺は「五尊」を完備することとなった。一方、天保3年（1832年）からは天保の大飢饉の影響が五箇山にも及び、天保8年（1837年）には飢饉での犠牲者を記録した「法名帳」が作成されている。
江戸時代末期、15代鳳龍の時代の元治元年（1864年）に庫裡の改築が行われており、この庫裏が現在まで用いられている。なお、庫裏の建築にかかる「職人々足覚帳」が残っており、同時代の他の建築物と同様、氷見郡大窪村の大工によって手掛けられたようである。

### 近現代
明治維新を経た後、鳳龍の下で明治32年（1899年）5月に「道宗350回忌および移骨式」、「蓮如上人400回忌」が執り行われている。17代龍明の時代には、大きな事業として行徳寺裏山の桑畑の開田が行われている。工事は明治38年（1905年）6月2日に始まり、明治41年（1908年）11月20日に完了した。この開発事業を讃えて昭和12年9月には龍明の銅像が行徳寺の境内に建てられている。なお、この時開発のあった場所は現在タカンボースキー場の敷地となっている。

## 五箇山の本覚寺下道場
上述したように行徳寺は越前国和田本覚寺下の道場として始まった寺院であり、周辺の赤尾谷・上梨谷のほとんどの寺院も元は本覚寺下道場であった。戦国時代に本覚寺下道場であった道場は、本願寺の東西分派時に東方の小松本覚寺と、西方の鳥羽野万法寺にそれぞれ別れ、これが現代まで引き継がれている。
和田本覚寺下の道場の中で赤尾道場はいち早く「行徳寺」として寺身分を得たため、江戸時代中期には行徳寺下の道場として下嶋道場が形成されている。
| 戦国時代             | 戦国時代 | 江戸時代               | 江戸時代   | 近現代                 | 近現代         |
| -------------------- | -------- | ---------------------- | ---------- | ---------------------- | -------------- |
| 越前国 和田 本覚寺下 | 小原道場 | 越前国 鳥羽野 万法寺下 | 小原道場   | 福井県 鯖江市 万法寺下 | 小原道場       |
| 越前国 和田 本覚寺下 | 細島道場 | 越前国 鳥羽野 万法寺下 | 細島道場   | 福井県 鯖江市 万法寺下 | 細島道場       |
| 越前国 和田 本覚寺下 | 相倉道場 | 越前国 鳥羽野 万法寺下 | 相倉道場   | 福井県 鯖江市 万法寺下 | 相倉道場       |
| 越前国 和田 本覚寺下 | 漆谷道場 | 越前国 鳥羽野 万法寺下 | 漆谷道場   | 福井県 鯖江市 万法寺下 | 漆谷道場       |
| 越前国 和田 本覚寺下 | 中畑道場 | 加賀国 小松 本覚寺下   | 中畑道場   | 中畑本教寺             | 中畑本教寺     |
| 越前国 和田 本覚寺下 | 中畑道場 | 加賀国 小松 本覚寺下   | 見座道場   | 見座見覚寺             | 見座見覚寺     |
| 越前国 和田 本覚寺下 | 上梨道場 | 加賀国 小松 本覚寺下   | 上梨道場   | 上梨円浄寺             | 上梨円浄寺     |
| 越前国 和田 本覚寺下 | 皆葎道場 | 加賀国 小松 本覚寺下   | 皆葎道場   | 皆葎皆蓮寺             | 皆葎皆蓮寺     |
| 越前国 和田 本覚寺下 | 楮村道場 | 加賀国 小松 本覚寺下   | 楮村道場   | 楮村聖光寺             | 楮村聖光寺     |
| 越前国 和田 本覚寺下 | 新屋道場 | 加賀国 小松 本覚寺下   | 新屋道場   | 新屋道善寺             | 新屋道善寺     |
| 越前国 和田 本覚寺下 | 新屋道場 | 加賀国 小松 本覚寺下   | 上中田道場 | 上中田念仏道場         | 上中田念仏道場 |
| 越前国 和田 本覚寺下 | 赤尾道場 | 赤尾行徳寺             | 赤尾行徳寺 | 赤尾行徳寺             | 赤尾行徳寺     |
| 越前国 和田 本覚寺下 | 下嶋道場 | 赤尾行徳寺下           | 下嶋道場   | 赤尾行徳寺下           | 下嶋道場       |